# Московка (Упоровский район)
Московка — деревня в Скородумском сельском поселении Упоровского района Тюменской области.

## География
Расположена на правом берегу реки Тобола.

## История
Деревня Московка получила название по речке Москва, на которой она расположена. Речка Москва вытекает из болотистой местности, и название получила, как и другие реки России, от славянского слова «москы» — «топкая, болотистая, мокрая (река)».
Впервые упоминается в переписи 1710 года, в 10 дворах ней проживало 40 чел..
В 1749 году по приказу правительства производилась перепись пограничных поселений, выяснялась численность в них мужчин от 16 до 50 лет: 
Деревня Московская расстояние от оного острога (Суерского) 9 верст, в ней имеется дворового строения 4 двора. Крестьян от 16 до 50 лет 17 человек. ... И при оной деревне имеется городовое строения город лежачий, надолбы, из оного им требуетца к полнению за ветхостью круг оной деревни вновь починки. 
- В 1912 году в деревне были 1 водяная и 7 ветряных мельниц, торговая лавка, пожарная охрана, салотопное заведение. В Московке жил купец 1-й гильдии Стрепетилов Максим Селиверстович.[4]
- В 1940 году были начальная школа, детские ясли.[4]
- В годы Великой Отечественной войны ушли на фронт 12 человек из них 9 человек не вернулись домой.[4]

Административно-территориальное деление
С 1710 года относилась к Суерской слободе, с 1796 года в составе Суерской волости, с 1919 года — Скородумского сельсовета.

## Население
| 1710 | 1782 | 1816 | 1834 | 1858 | 1897 | 1926 | 1989. | 2002 | 2010 |
| 40   | 48   | 109  | 120  | 165  | 212  | 252  | 28    | 21   | 15   |

## Транспорт
Расположена на автодороге Упорово — Скородум. Расстояние до Скородума 1 км, Упорово 9 км, Тюмени 151 км.

## Галерея

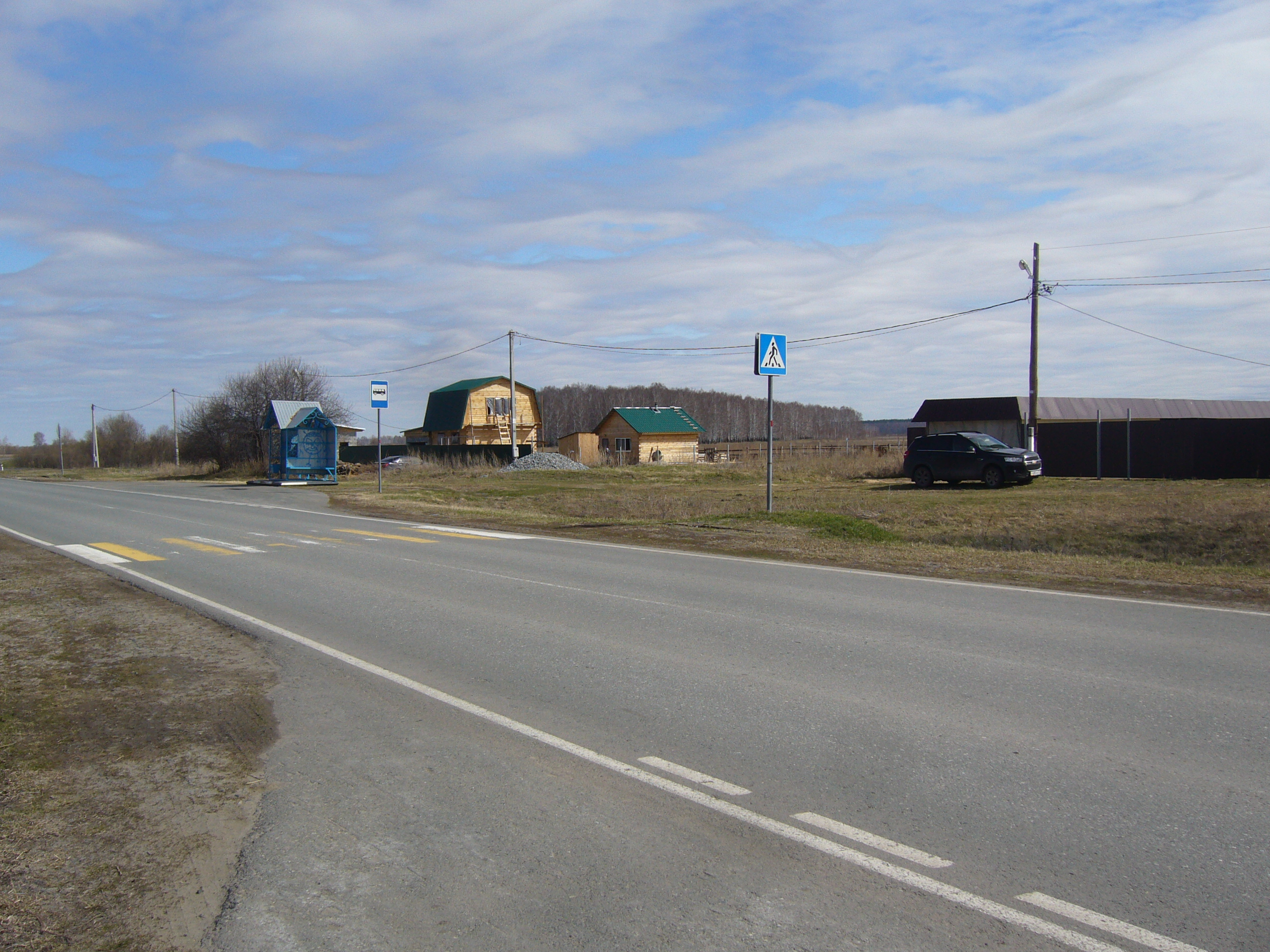
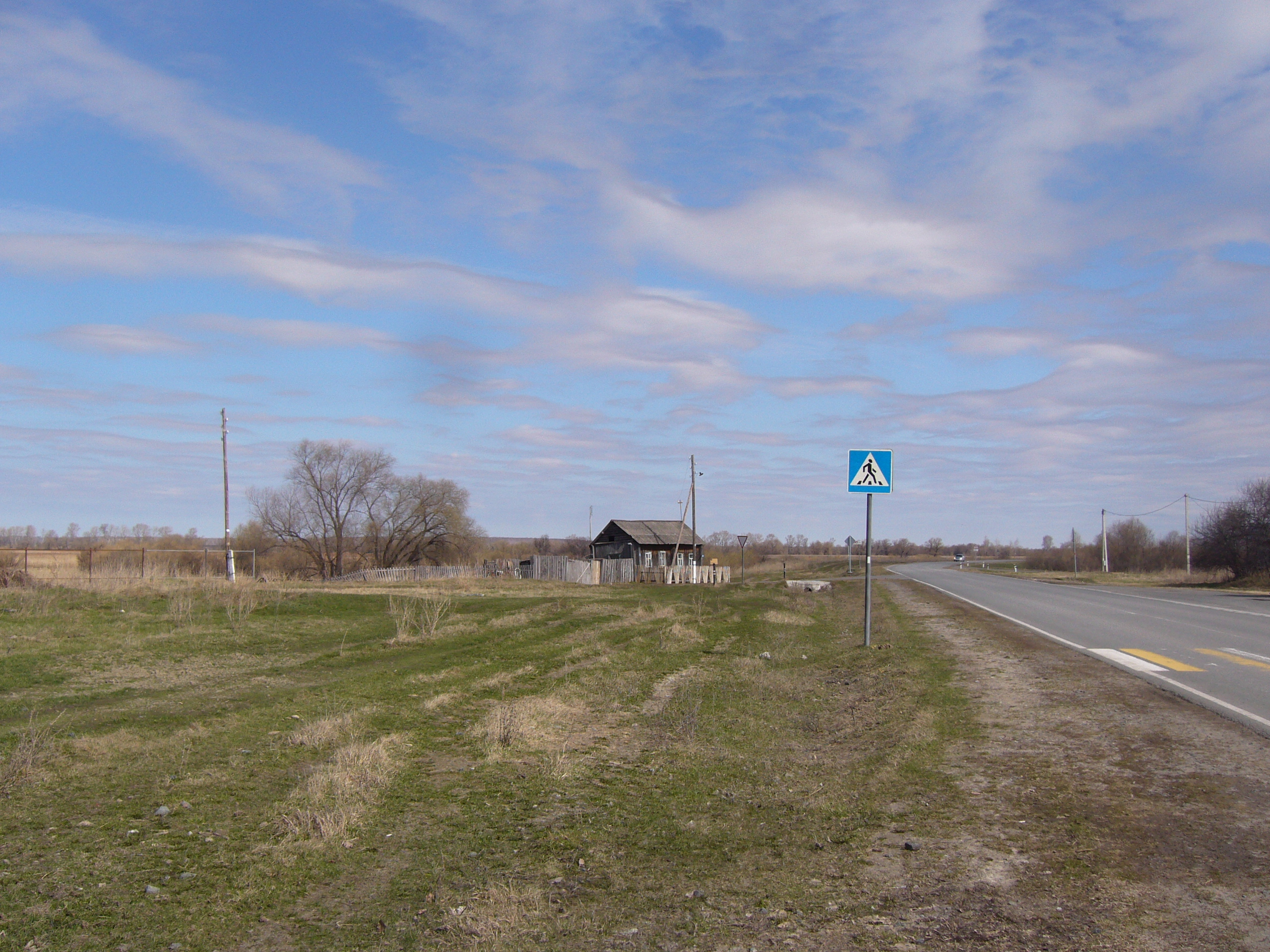